# 벨리니 (칵테일)

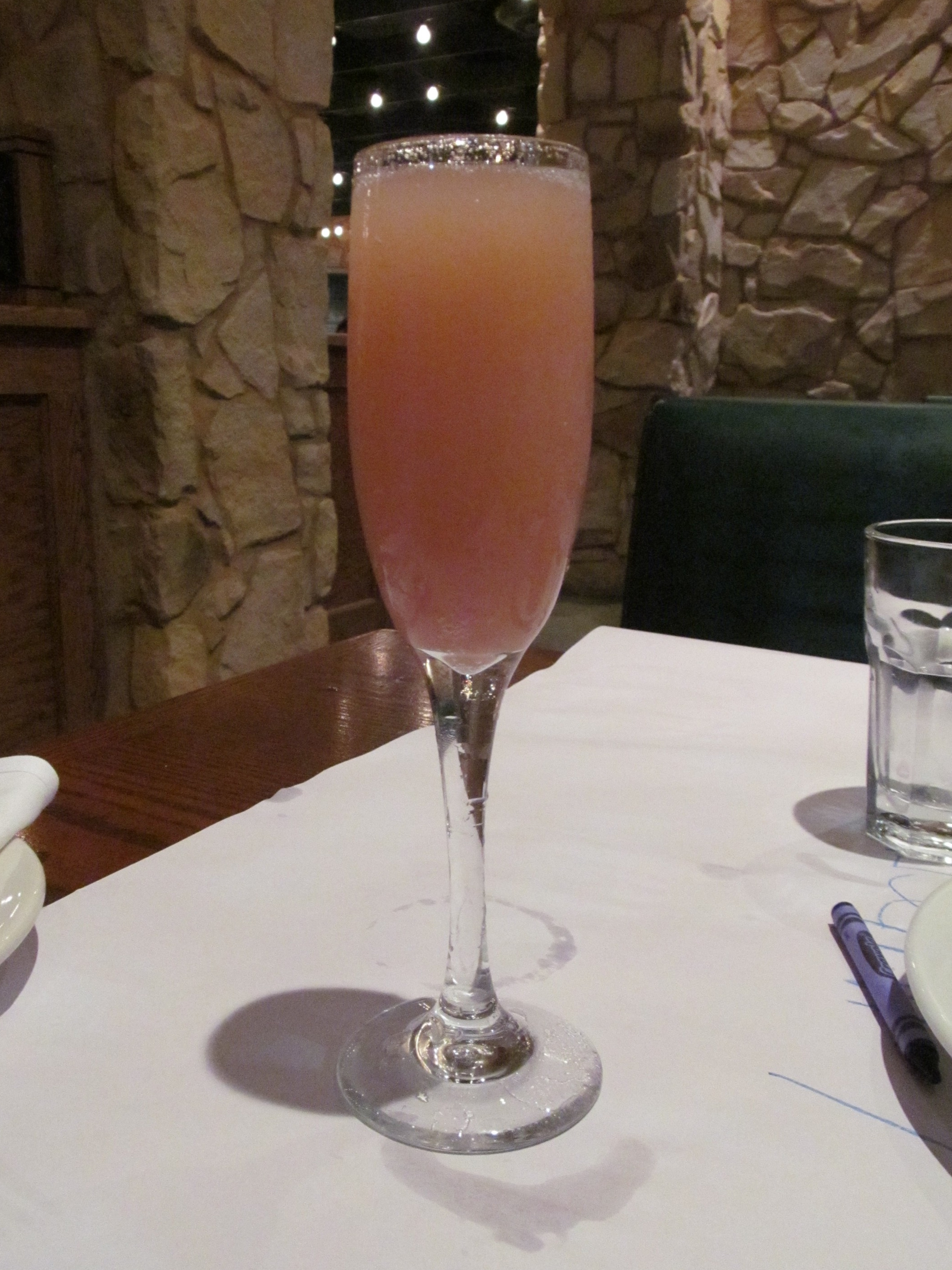
벨리니

벨리니(Bellini)는 복숭아 퓌레 또는 꽃꿀을 프로세코 스파클링 와인에 넣어 만든 칵테일의 일종이다. 이탈리아 베네치아를 기원으로 한다.

## 같이 보기
- 이탈리아 요리